# La Campana
La Campana é um município da Espanha na província de Sevilha, comunidade autónoma da Andaluzia, de área 125 km² com população de 5238 habitantes (2020) e densidade populacional de 40,95 hab/km².

## Demografia
| Variação demográfica do município entre 1991 e 2004 | Variação demográfica do município entre 1991 e 2004 | Variação demográfica do município entre 1991 e 2004 | Variação demográfica do município entre 1991 e 2004 |
| --------------------------------------------------- | --------------------------------------------------- | --------------------------------------------------- | --------------------------------------------------- |
| 1991                                                | 1996                                                | 2001                                                | 2004                                                |
| 5191                                                | 5260                                                | 5003                                                | 5166                                                |